# HP-10B

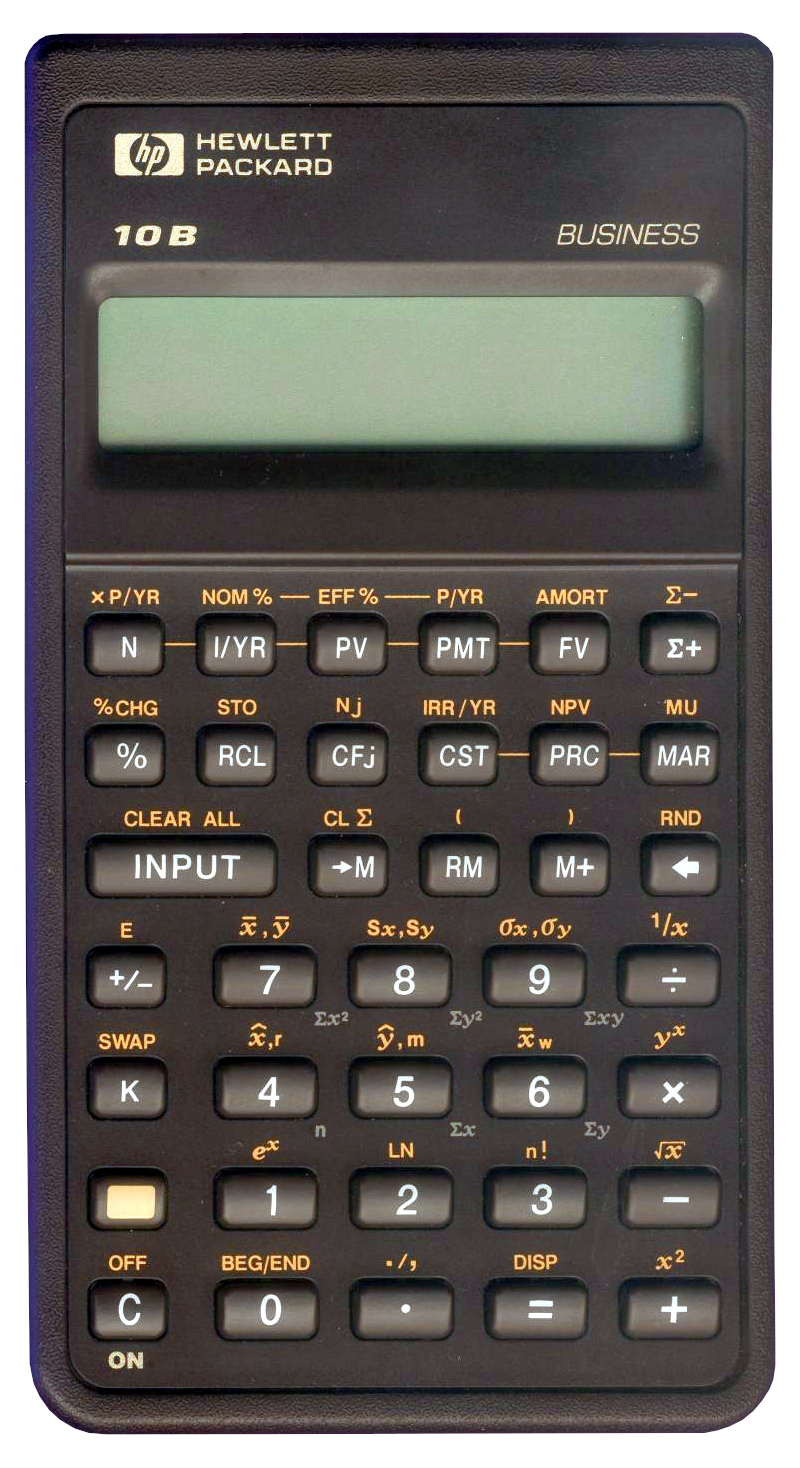
HP 10B

HP-10B – prosty algebraiczny kalkulator finansowy firmy Hewlett-Packard.
Nie ma on możliwości programowania, ani nie jest wyposażony w żadne skomplikowane funkcje matematyczne (nie ma nawet funkcji trygonometrycznych). Posiada natomiast podstawowe funkcje finansowe, takie jak TVM (wartość pieniądza w czasie, służąca do obliczania kredytów i oszczędności), Cash-Flow (używa się jej do określania stóp zwrotu inwestycji lub wartości odsetek przy nierównomiernym zasilaniu konta), przeliczanie stóp procentowych i tabele amortyzacji. Zawiera sporo funkcji statystycznych, regresję, możliwość łatwego wykonywania powtarzalnych operacji, kilkanaście wygodnych rejestrów pamięci.
W odróżnieniu od HP-17B nie posiada solvera, nie potrafi współpracować z drukarkami termicznymi HP-82240, nie ma funkcji obliczających obligacje.
Do tej samej linii kalkulatorów należy również algebraiczny model HP-20S, typowo naukowy.
Następcą kalkulatora HP-10B jest kalkulator HP-10BII.